# 읍천 단층

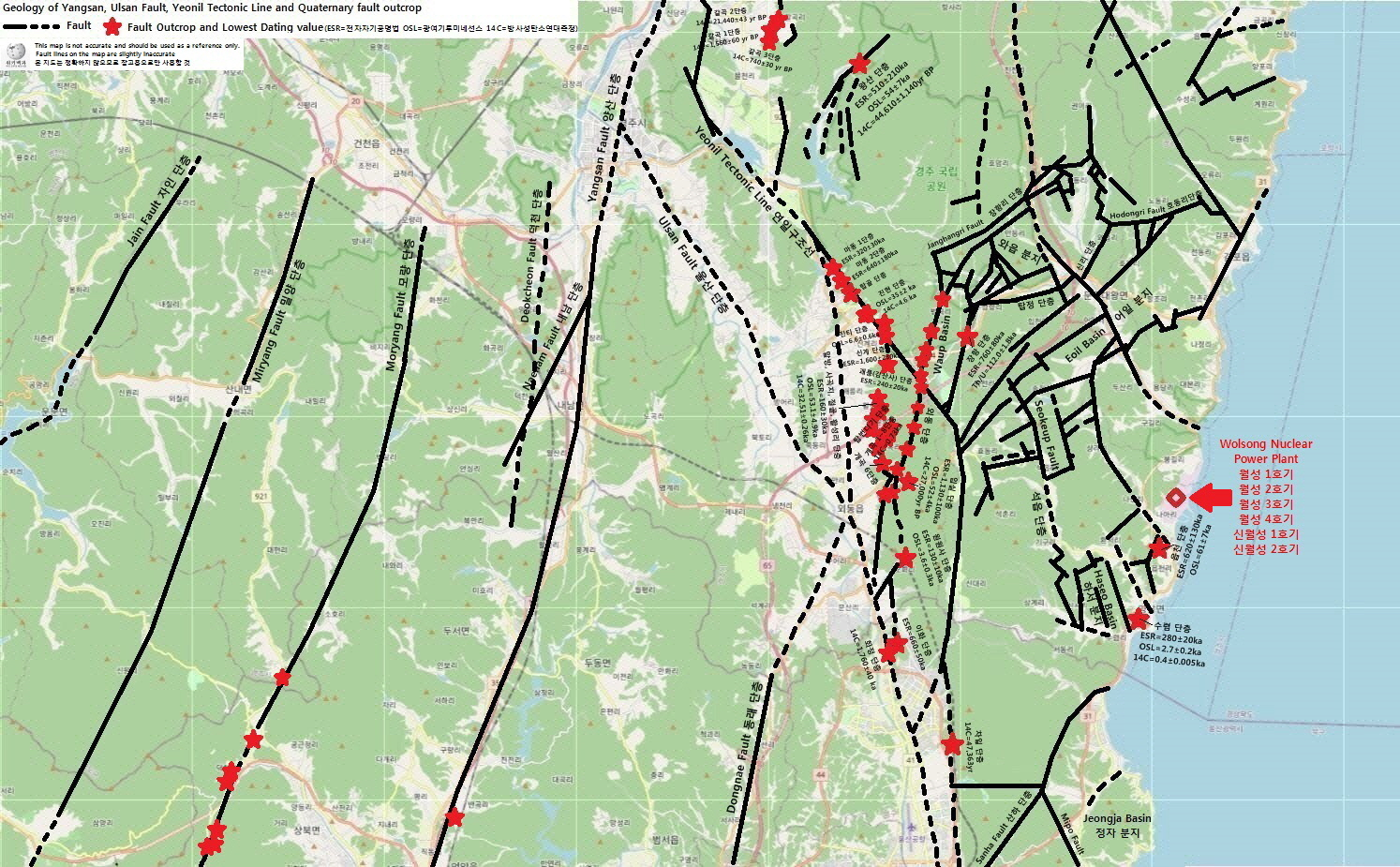
월성원자력발전소 옆에 위치한 읍천 단층과 수렴 단층.

읍천 단층(邑川 斷層, Eupchon Fault)은 대한민국 경주시 양남면 읍천리에서 발견된 북동 주향, 총연장 1.5km의 역단층이다. 이 단층은 월성원자력발전소 바로 앞에 있는 활성단층이다. 부근에는 수렴 단층이 있다.

## 개요
읍천 단층은 1998년 당시 신축 중이던 나산초등학교의 절개사면에서 최초로 발견되었다. 월성원자력발전소에서 1.8km 남쪽에 위치하고 있으며, 한국수력원자력에서는 이 단층에 감시시스템을 설치하여 단층의 거동 특성을 관찰하고 있다.
읍천 단층은 하서 분지와 제3기 화산암류의 경계 단층으로, 최대 변위는 4.0 m이고, 주향 북동 20°, 경사 남동 40°인 소규모 역단층이다. 트렌치 조사에서 제4기 해안단구층이 읍천단층에 의해 명확하게 절단되어 있는 것이 발견되었으며 제 4기 동안 최소한 2번의 단층 운동이 발생하였음이 밝혀졌다.

## 수렴 단층
수렴 단층은 1998년 수렴리에서 발견된 단층이다. 발견 지점은 해발고도 50~60m의 해안단구 중위면이며 제3단구 상위의 퇴적층을 절단하는 제4기 단층이다.월성원자력발전소로부터 약 4km 거리에 위치하고 있으며 제4기 지층을 절단하고 있다.

## 같이 보기
- 한국의 단층
- 와읍 분지
- 연일구조선
- 2023년 경주 지진
- 월성원자력발전소
- 한국의 지진